# Bianchi (Włochy)
Bianchi – miejscowość i gmina we Włoszech, w regionie Kalabria, w prowincji Cosenza.
Według danych na rok 2004 gminę zamieszkiwały 1543 osoby, 48,2 os./km².